# 동양기계 축구단
동양기계 축구단은 1977년에 창단된 실업 축구단으로 과거 박말봉 감독이 팀의 감독직을 맡았었다.